# 王文棨
王文棨，字柳莊，山東海豐縣（今无棣县）人，清朝政治人物。

## 生平
同治二年（1863年）癸亥恩科三甲進士，即補福建惠安知縣。三年，奉檄赴臺灣，歷署嘉義、彰化知縣。同治七年（1868年），署任台灣府海防兼南路理番同知，同年回任嘉義縣知縣。九年（1870年），署噶瑪蘭通判，通判期間著重吏治，平反許多冤案，獲入文昌廟生祠。